# Toppspel i Lund
Toppspelet är ett arrangemang för toppspel anordnat av Lunds Akademiska Toppspelssällskap (LATS), en förening bestående av medlemmar från Toddyspexarna, Toddydagsutskottet och Toddybladets redaktion. Det äger rum i Lund, vanligen klockan 14.00 efter Toddylunchen, på  Stora Toddydagen framför Akademiska Föreningen i Lundagård.
Spelarna samlas först för mönstring och inspektion av spelmundering. Därefter utses Soparna vilka utgörs av noviser, dvs förstaårs-spexare. Dessa utrustas med sopkvastar samt vid behov skyfflar. Därefter utses presenningspresidenter - också de förstaårs-spexare. Vidare delar Piskmästaren ut piskor till övriga spelare och tar själv hand om toppen. Normalt utses även en Toppmästare med uppgift att på Piskmästarens signal sätta snurr på toppen. Därefter defilerar spelarna i en ordnad kolonn till spelplatsen, anförda av Standarbäraren, Piskmästaren och Toppmästaren. Under vägen sjungs Topp-sången (obs! ej att förväxla med Toppsången från Toddyspexet Dalai Lama).
Påbjuden klädsel för spelarna är grova skor och knä- eller lårhöga grova strumpor. Äppelknyckarbyxor av vadmal, skjorta, väst samt kavaj i grovt tyg, gärna tweed hör också till. Ingen Toppspels-klädsel är komplett utan fluga samt huvudbonad. Beroende på speltyp (engelsk eller tysk) brukas understundom även tunna läderhandskar.
Enligt Piskmästarens instruktioner placerar så presenningspresidenterna ut den särskilda spel-presenningen som utgör spelplan. Beroende på mängden ärtor, snö och annat beordras Soparna fram för att preparera och rengöra spelplanen. När Piskmästaren finner att spelplanen är färdig kan spelet börja. Piskmästaren inbjuder två spelare som ställer upp sig mitt emot varandra på spelplanens kortsida. Man kan även spela double, dvs fyra spelare och även mixed-double med kvinnliga spelare. Toppmästaren sätter snurr på toppen genom att snurra upp piskans lösa del runt toppen och sedan snärta iväg den så att den snurrar runt sin egen axel. Det gäller nu för spelarna att hålla toppen i spinn. Detta kan göras genom flera pisktekniker; backhand, forehand, dubbelhand, tumme vid sidan av piskan, tumme på piskan, engelskt och tyskt spel och så vidare.